# Villard Noir
Villard Noir ist eine Rotweinsorte. Es handelt sich um eine  interspezifische Neuzüchtung zwischen Chancellor und Seibel 6905. Die Kreuzung erfolgte am Rebzuchtbetrieb Seyve-Villard in der Gemeinde Saint Vallier im Département Drôme. Gemeinsam mit Villard Blanc handelte es sich um die erfolgreichste Hybridrebe Frankreichs. Aus der gleichen Kreuzung stammt die Rebsorte Garonnet.
Ende der 1960er-Jahre lag die Rebfläche des Villard Noir dort noch bei über 30.000 Hektar. Aufgrund ehemals geltender EU-Bestimmungen (für die Herstellung von Qualitätsweinen sind Hybridreben verboten) wurde die Rebstöcke jedoch nahezu vollständig gerodet. Im Jahr 2007 waren noch ca. 1.399 Hektar bestockter Rebfläche registriert. Gemäß einem Dekret vom 18. April 2008 gehört die Rebsorte wieder zu den offiziell zugelassenen Rebsorten für den gewerblichen Anbau, da im Erbgut der Pflanze Anteile der Edelrebe Vitis vinifera enthalten sind. Die heutigen Bestände werden vor allem für die Destillation von Weinbränden verwendet. Die ertragreiche und frostresistente Sorte wird heute noch im Osten der USA und in Japan angebaut. Sie erbringt alkoholreich, dunkle Rotweine mit einem würzigen Charakter.
Synonyme: Seyve-Villard 18-315 oder Seyve-Villard 18315, SV 18-315, Willard Noir
Abstammung: Chancellor (vulgo Seibel 7053) × Le Subéreux (vulgo Seibel 6905) (siehe auch den Artikel Seibel-Reben)